# Национална листа
Национална листа (на италиански: Lista Nazionale) е фашистка и националистическа коалиция в Кралство Италия, създадена за изборите през 1924 г. Ръководена е от Бенито Мусолини, министър-председател на Италия и лидер на Националната фашистка партия.

## История
Коалицията е съставена предимно от фашистки членове, но също така от някои либерали, като бившите министър-председатели Виторио Орландо и Антонио Саландра, от политици от Италианската националистическа асоциация като нейния лидер Енрико Корадини, и други десни сили.
На общите избори през 1924 г., Националната листа става първа сила в страната с 65,7% от гласовете и 374 места в Камарата на представителите.
Коалицията е закрита през 1926 г., когато правителството на Мусолини забранява всички нефашистки партии, включително бившите си съюзници либерали и националисти.

## Състав
| Партия | Партия                        | Идеология               | Лидер                        |
| ------ | ----------------------------- | ----------------------- | ---------------------------- |
|        | Национална фашистка партия    | Фашизъм                 | Бенито Мусолини              |
|        | Италианска народна партия     | Християндемокрация      | Алчиде Де Гаспери (дисидент) |
|        | Италианска либерална партия   | Либерален консерватизъм | Джовани Джилоти              |
|        | Демократична либерална партия | Социален либерализъм    | Виторио Орландо              |

## Резултати
| Камара на представителите |                |                |                   |     |                 |
| Година                    | # на гласовете | % от общия вот | # от общите места | +/– | Лидер           |
| 1924 г.                   | 4 653 488 (#1) | 65.7           | 375 / 535         | –   | Бенито Мусолини |